# Zvířátka (socha)
Zvířátka, nazývané také Sochy zvířat za dětským pavilonem nemocnice v Motole, je skupina skulptur umístěná u dětské části budov Fakultní nemocnice v Motole v Motole v Praze 5.

## Historie a popis díla
Zvířátka, která byla postavena v roce 1980, tvoří skupia čtyř zvířat (želva, hrošík, krokodýl a pelikán) a dva kamenné kvádry složící k posezení. Uprostřed mezi zvířaty je želva a u pelikána jsou umístěny kamenné kvádry. Autorem je akademický sochař Václav Frydecký (1931–2011). Dílo a jeho okolí prošlo rekonstrukcemi a je součástí dětského hřiště areálu nemocnice. V čase otvíracích hodin je místo volně přístupné.

## Galerie

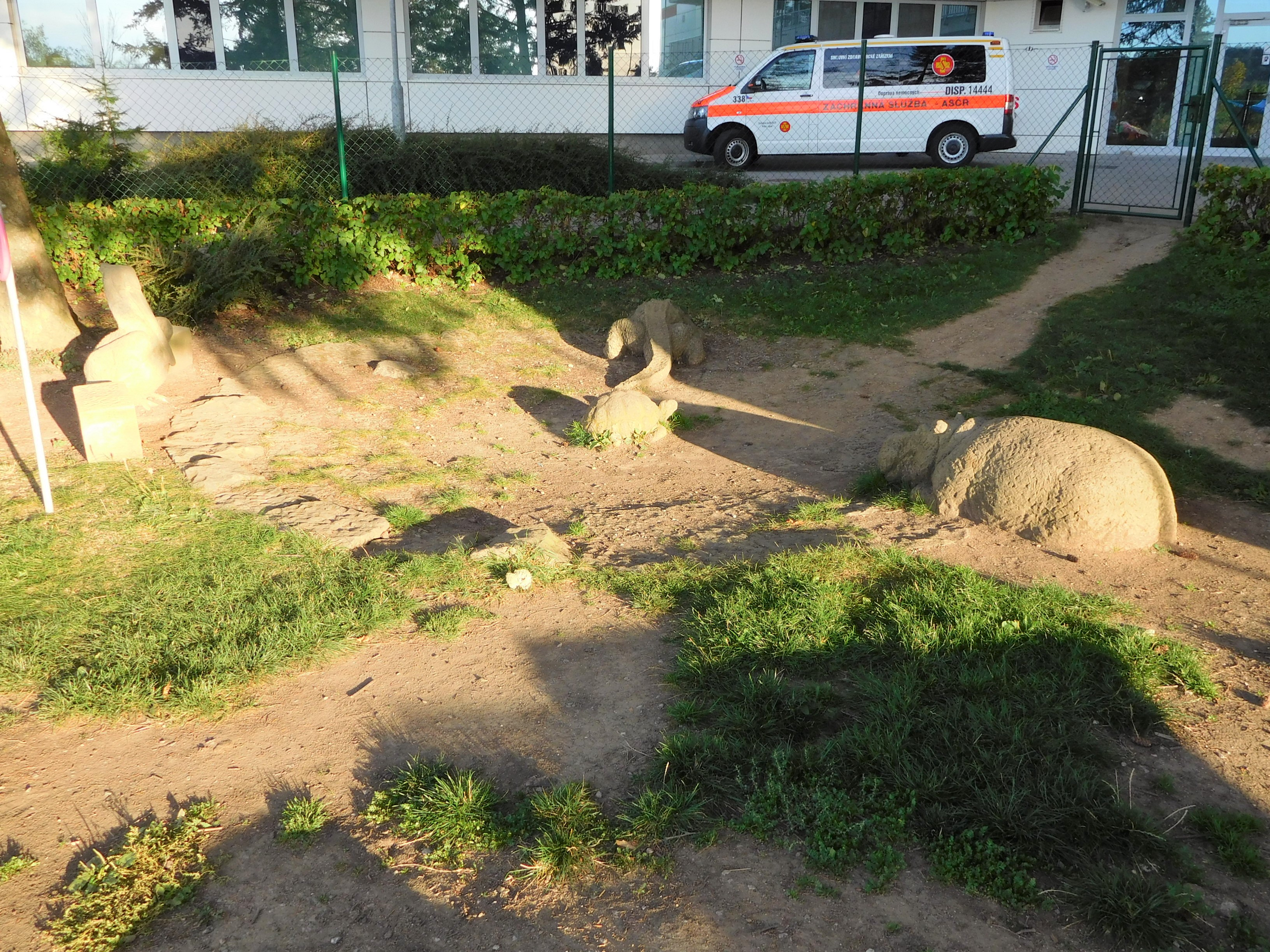
Dílo v říjnu 2019
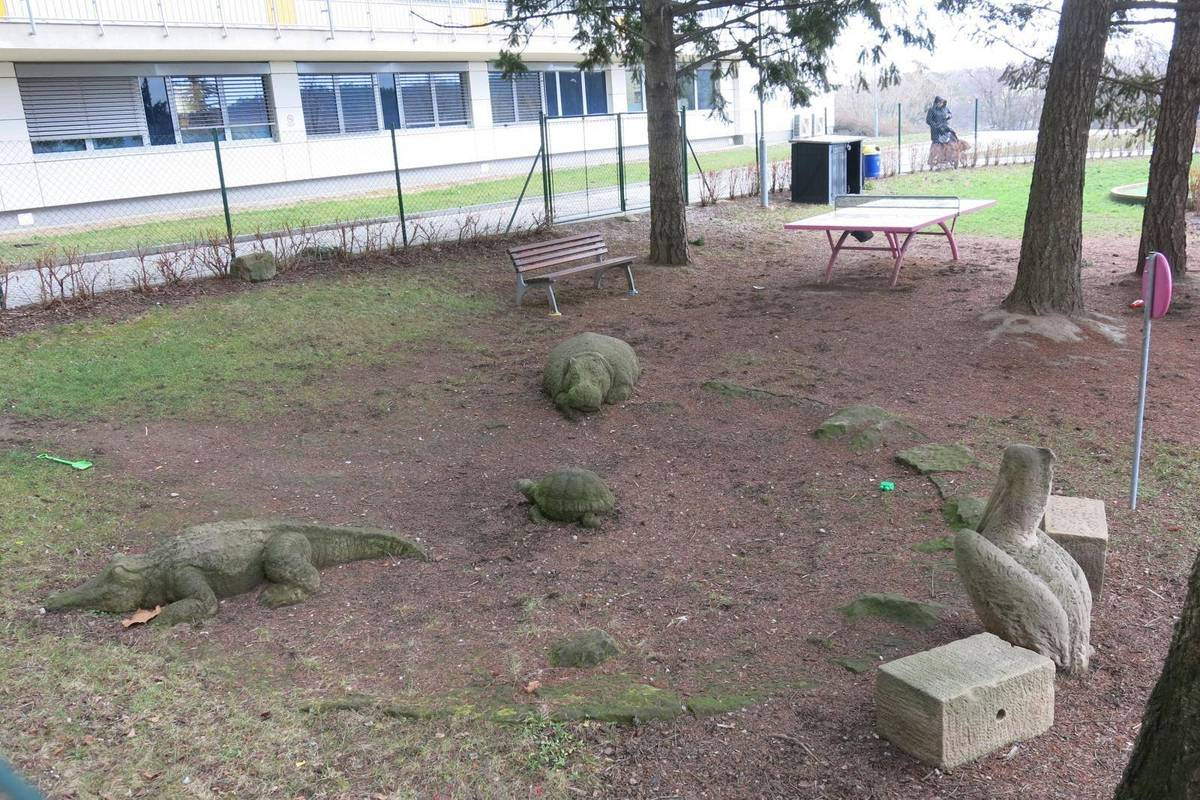
Dílo v červnu 2021
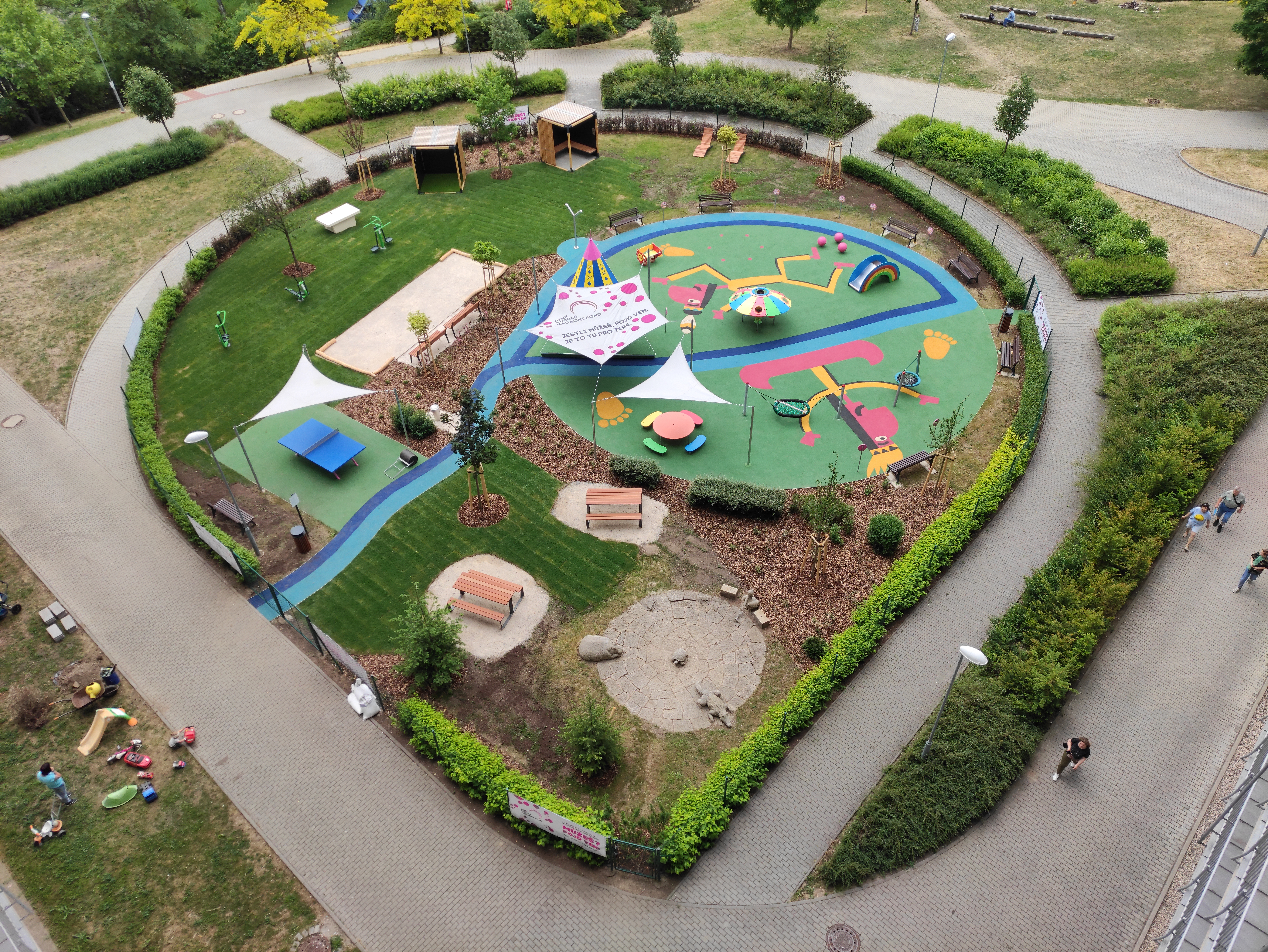
Dílo v květnu 2022
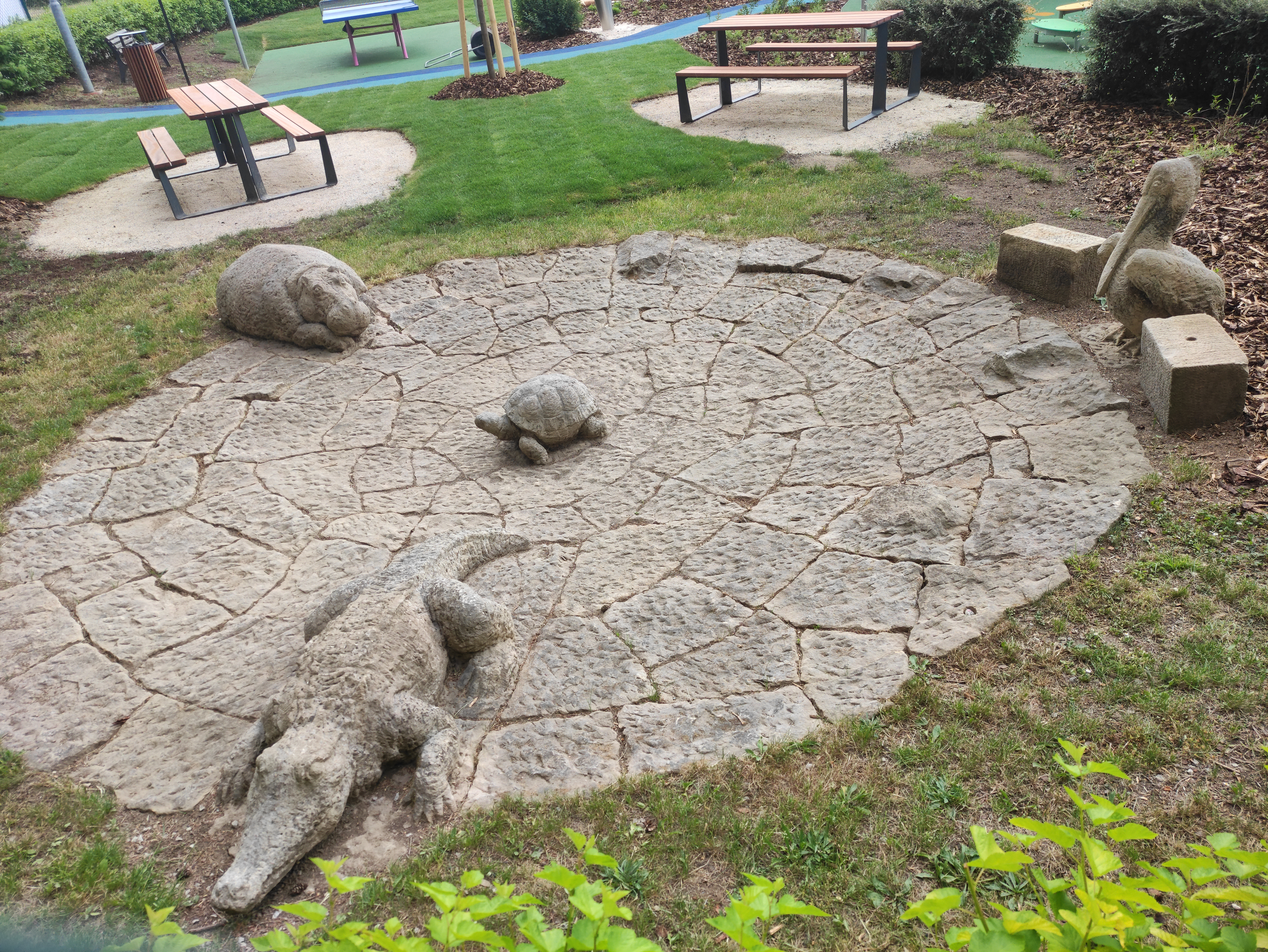
Dílo v květnu 2022
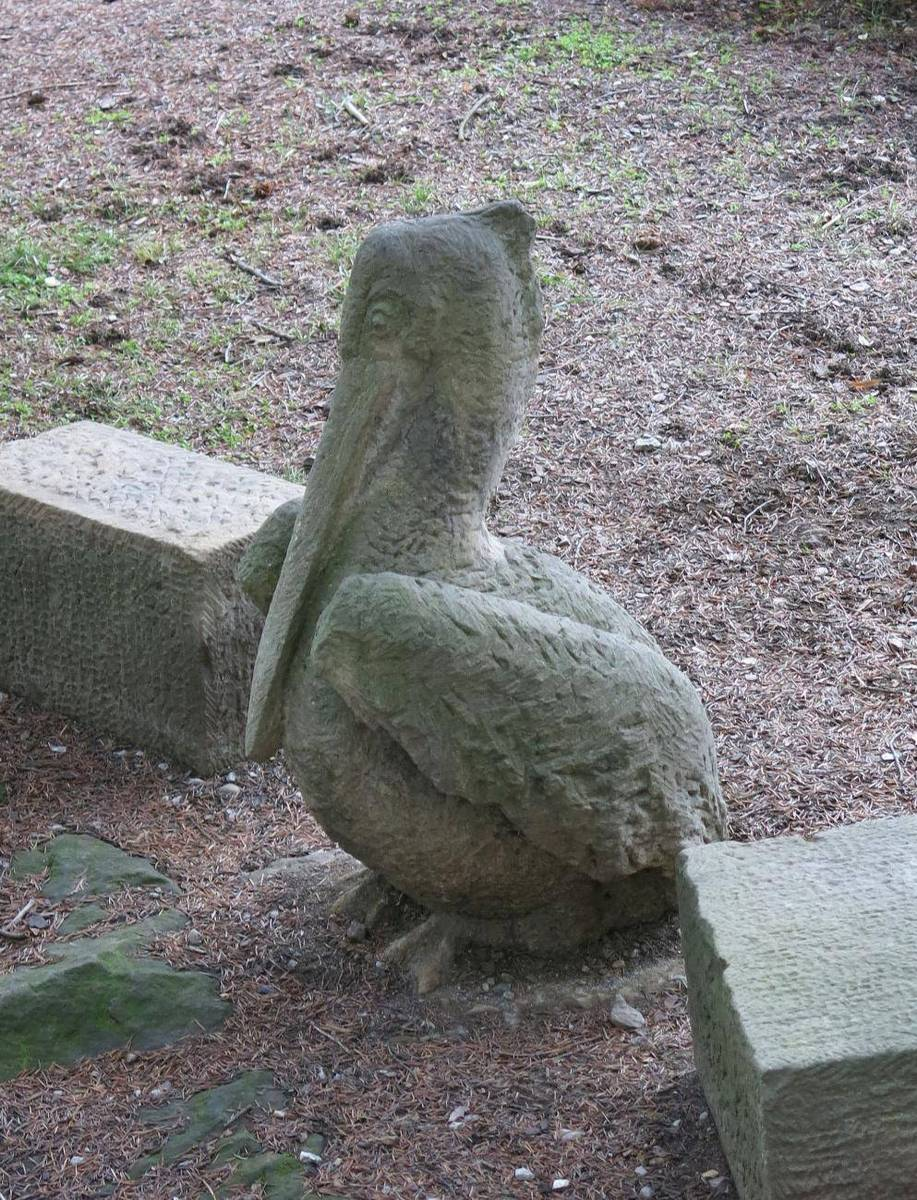
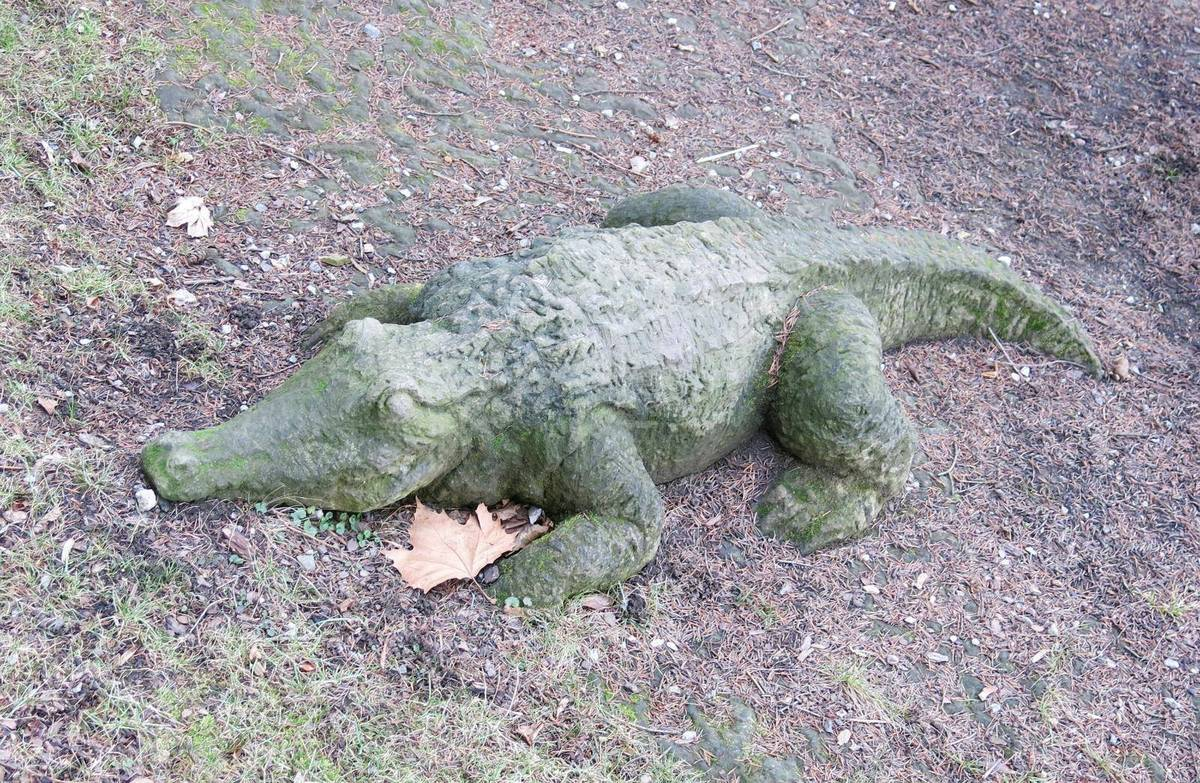
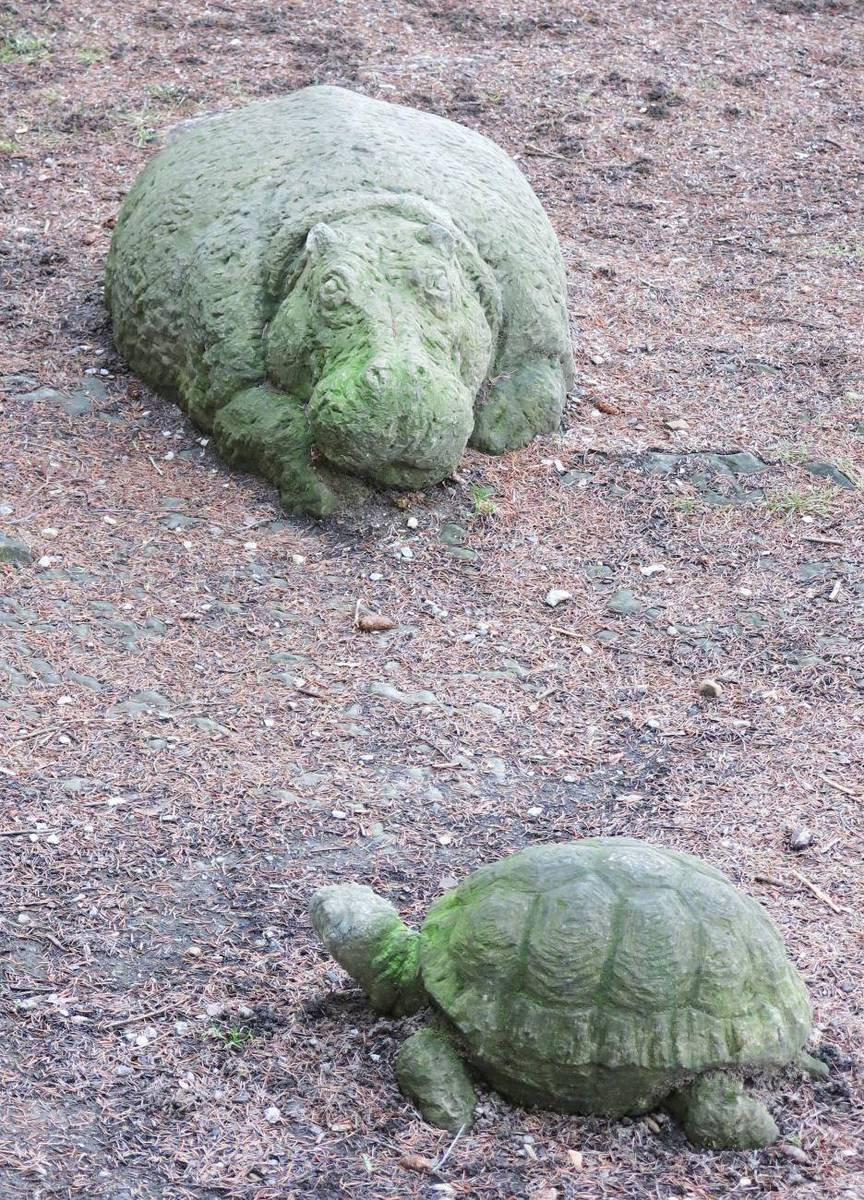